# Alegría (Costa Rica)
Alegría es un distrito del cantón de Siquirres, en la provincia de Limón, de Costa Rica.

## Historia
Alegría fue creado el 17 de enero de 1996 por medio de Decreto Ejecutivo 24931-G.

## Geografía
Alegría cuenta con un área de 38,05 km² y una altitud media de 345 m s. n. m.

## Demografía
Para el año 2022, Alegría cuenta con una población estimada de 7102 habitantes, y para el último censo efectuado, en 2011, Alegría contaba con una población de 5656 habitantes.

## Localidades
- Poblados: Alto Herediana, Cruce, Portón Iberia, Río Peje, Vueltas, Los Ceibos, San Bosco, Las Lomas.

## Transporte

### Carreteras
Al distrito lo atraviesan las siguientes rutas nacionales de carretera:
- Ruta nacional 415